# Jayadeva Goswami

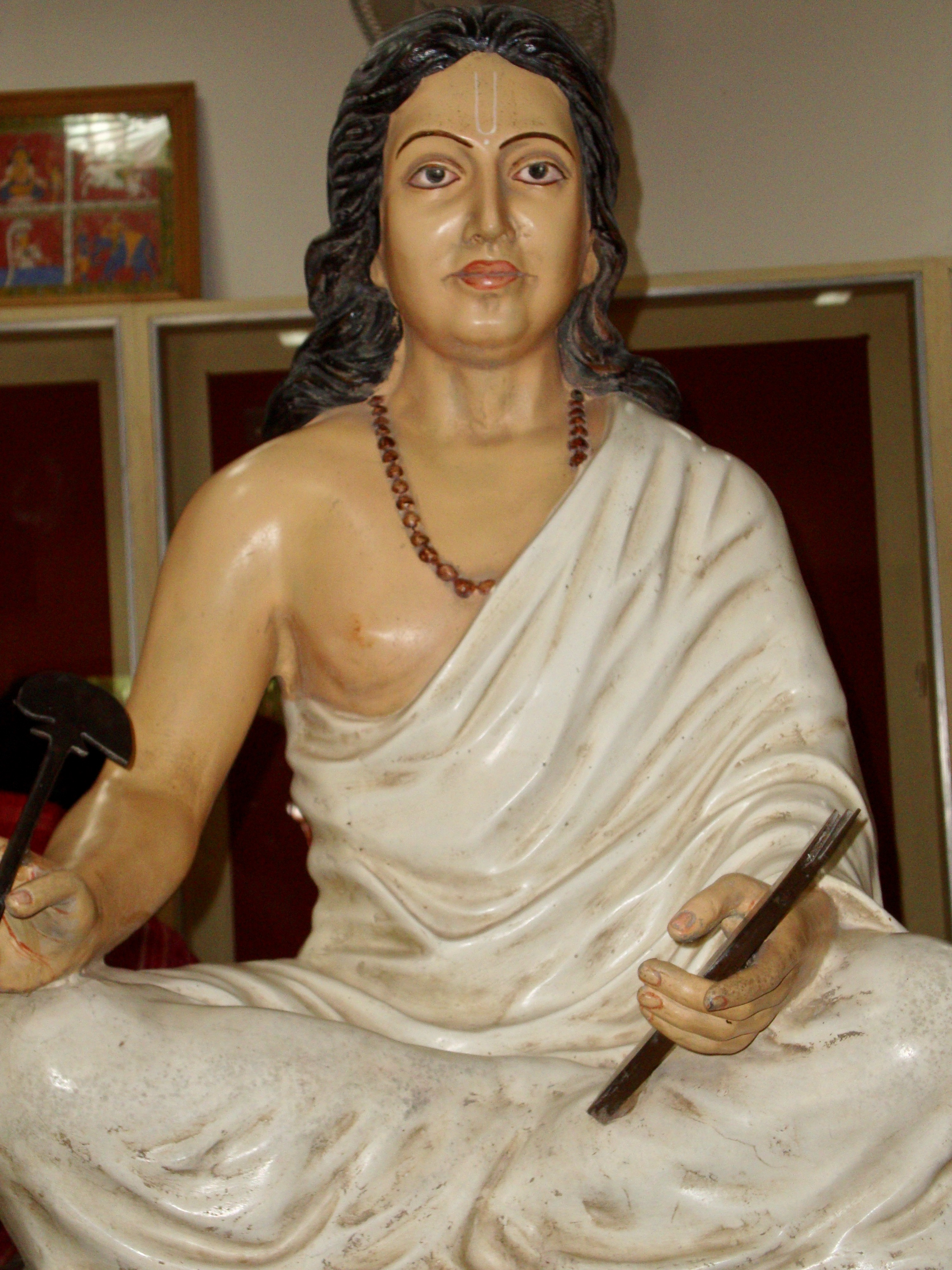
Jayadeva Goswami

Jayadeva Goswami foi um compositor de hinos Hindus e obras poéticas. Jayadeva nasceu perto de Puri em Orissa.
É especialmente lembrado pelo poema em sânscrito, Gita Govinda, sobre o amor do deus Hindu Krishna pela pastora Radha. Dois dos seus hinos também fazem parte do Guru Granth Sahib do siquismo.